# 2010–2011-es szlovén labdarúgó-bajnokság (első osztály)
A 2010–2011-es 1. SNL (teljes nevén: Prva Slovenska nogometna liga) a szlovén labdarúgó-bajnokság legmagasabb szintű versenyének 20. alkalommal megrendezett bajnoki éve volt. A pontvadászat 10 csapat részvételével 2010. július 16-án indult, a záró fordulót 2011. május 29-én rendezték.
A bajnokságot az NK Maribor nyerte az ezüstérmes NK Domžale, és a bronzérmes címvédő FC Koper előtt. Ez volt a klub 9. bajnoki címe. Az élvonaltól a Primorje búcsúzott, helyét a másodosztály 4. helyezettje, a Mura 05 foglalta el.
A gólkirályi címet a bajnokcsapat brazil csatára, Marcos Tavarez nyerte el 16 találattal, később megválasztották az Év Játékosá-nak is.

## A bajnokság rendszere
A pontvadászat 10 csapat részvételével zajlott, a csapatok a őszi-tavaszi lebonyolításban oda-visszavágós, körmérkőzéses rendszerben mérkőztek meg egymással. Minden csapat minden csapattal négyszer játszott: kétszer pályaválasztóként, kétszer pedig vendégként.
A bajnokság végső sorrendjét a 36 forduló mérkőzéseinek eredményei határozták meg a szerzett összpontszám alapján kialakított rangsor szerint. A mérkőzések győztes csapatai 3 pontot, döntetlen esetén mindkét csapat 1-1 pontot kapott. Vereség esetén nem járt pont. A bajnokság első helyezett csapata a legtöbb összpontszámot szerzett egyesület, míg az utolsó helyezett csapat a legkevesebb összpontszámot szerzett egyesület volt.
Azonos összpontszám esetén a bajnoki sorrendet az alábbi szempontok alapján határozták meg:
1. az egymás ellen játszott bajnoki mérkőzések pontkülönbsége
2. az egymás ellen játszott bajnoki mérkőzések gólkülönbsége
3. az egymás ellen játszott bajnoki mérkőzéseken szerzett gólok száma
4. a bajnoki mérkőzések gólkülönbsége
5. a bajnoki mérkőzéseken szerzett gólok száma

A bajnokság győztese lett a 2010–11-es szlovén bajnok, a 10. helyezett pedig kiesett a másodosztályba. Az eredeti kiírás szerint a 9. helyezett oda-visszavágós osztályozót játszott a másodosztály ezüstérmesével, azonban csak a 4. helyezett Mura 05 kapott első osztályú licencet, így osztályozót nem rendeztek.

## Változások a 2009–10-es szezonhoz képest
Kiesett az élvonalból
- Drava Ptuj, 10. helyen
- Interblock Ljubljana, osztályozón keresztül

Feljutott a másodosztályból
- Primorje, a másodosztály bajnokaként
- Triglav Kranj, osztályozón keresztül

## Részt vevő csapatok
| Csapat        | Székhely    | Stadion                      | 2009–10     |
| ------------- | ----------- | ---------------------------- | ----------- |
| CM Celje      | Celje       | Arena Petrol                 | 5.          |
| NK Domžale    | Domžale     | Športni park                 | 8.          |
| ND Gorica     | Nova Gorica | Športni park                 | 3.          |
| FC Koper      | Koper       | SRC Bonifika Stadion         | 1.          |
| NK Maribor    | Maribor     | Stadion Ljudski Vrt          | 2.          |
| Nafta         | Lendva      | Športni park                 | 6.          |
| Olimpija      | Ljubljana   | Bežigrad Stadion             | 4.          |
| Primorje      | Ajdovščina  | Primorje Stadion             | 1. (II. o.) |
| Rudar Velenje | Velenje     | Ob Jezeru Stadion            | 7.          |
| Triglav Kranj | Kranj       | Športni Center Stanko Mlakar | 2. (II. o.) |

## Végeredmény
| #   | Csapat             | M  | GY | D  | V  | G+ – G– | GK  | P                                                      | Megjegyzések                                   | Egymás elleni |
| --- | ------------------ | -- | -- | -- | -- | ------- | --- | ------------------------------------------------------ | ---------------------------------------------- | ------------- |
| 1.  | NK MariborK (B)    | 36 | 21 | 12 | 3  | 65–25   | +40 | 75                                                     | 2011–2012-es Bajnokok Ligája – 2. selejtezőkör |               |
| 2.  | NK Domžale (KGY)   | 36 | 20 | 7  | 9  | 57–35   | +22 | 67                                                     | 2011–2012-es Európa-liga – 2. selejtezőkör1    |               |
| 3.  | FC KoperCV         | 36 | 17 | 9  | 10 | 57–43   | +14 | 60                                                     | 2011–2012-es Európa-liga – 1. selejtezőkör     |               |
| 4.  | Olimpija Ljubljana | 36 | 15 | 10 | 11 | 59–43   | +16 | 55                                                     | 2011–2012-es Európa-liga – 1. selejtezőkör     |               |
| 5.  | Gorica             | 36 | 13 | 9  | 14 | 42–53   | −11 | 48 \|rowspan="5" style="background-color: #fafafa;" \| |                                                |               |
| 6.  | Rudar Velenje      | 36 | 12 | 10 | 14 | 58–50   | +8  | 46                                                     |                                                |               |
| 7.  | Triglav KranjÚ     | 36 | 10 | 9  | 17 | 38–59   | −21 | 39                                                     |                                                |               |
| 8.  | CM Celje           | 36 | 9  | 10 | 17 | 41–55   | −14 | 37                                                     | 401020107–605                                  |               |
| 9.  | Nafta Lendava      | 36 | 10 | 7  | 19 | 47–67   | −20 | 37                                                     | 401020106–705                                  |               |
| 10. | PrimorjeÚ (K)      | 36 | 8  | 7  | 21 | 40–74   | −34 | 31                                                     | 2. SNL                                         |               |

Forrás: A 1. SNL hivatalos oldala (szlovénül) 
A rangsorolás alapszabályai: 1. összpontszám, 2. egymás elleni eredmények összpontszáma, 3. egymás elleni eredmények gólkülönbsége, 4. egymás elleni eredmények szerzett góljainak száma, 5. gólkülönbség, 6. szerzett gólok száma.
1Az NK Domžale nyerte a 2010–2011-es szlovén kupát, így a 2011–2012-es Európa-liga 2. selejtezőkörében indult.
(B): Bajnokcsapat, (K): Kieső csapat, (F): Feljutó csapat, (I): Kupainduló, (R): A rájátszás győztese, (KGY): Kupagyőztes

## Eredmények

### Az 1–18. forduló eredményei
| Hazai \ Vendég1    | CEL | DOM | GOR | KOP | MAR | NAF | OLI | PRI | RUD | TRI |
| CM Celje           |     | 0–1 | 1–0 | 2–1 | 0–4 | 2–4 | 1–1 | 3–0 | 5–1 | 1–1 |
| NK Domžale         | 1–0 |     | 1–0 | 2–0 | 0–1 | 1–1 | 2–1 | 4–1 | 2–3 | 3–0 |
| Gorica             | 3–3 | 0–3 |     | 2–2 | 0–2 | 1–0 | 2–2 | 3–2 | 1–1 | 2–1 |
| FC Koper           | 7–3 | 2–0 | 1–0 |     | 0–1 | 0–3 | 2–0 | 4–1 | 2–1 | 1–1 |
| NK Maribor         | 2–0 | 1–1 | 3–1 | 2–0 |     | 3–1 | 0–0 | 1–1 | 3–1 | 5–0 |
| Nafta Lendava      | 2–2 | 3–2 | 3–0 | 0–2 | 0–2 |     | 2–3 | 2–1 | 3–3 | 2–1 |
| Olimpija Ljubljana | 1–0 | 0–1 | 0–0 | 1–2 | 0–1 | 0–1 |     | 3–0 | 1–3 | 1–0 |
| Primorje           | 2–0 | 0–0 | 0–2 | 3–1 | 0–0 | 4–2 | 5–1 |     | 1–1 | 0–3 |
| Rudar Velenje      | 3–2 | 0–1 | 1–2 | 2–1 | 0–0 | 0–0 | 1–1 | 3–1 |     | 5–0 |
| Triglav Kranj      | 1–1 | 1–3 | 2–0 | 0–0 | 2–2 | 2–0 | 0–5 | 3–2 | 1–0 |     |

Forrás: A 1. SNL hivatalos oldala (szlovénül) 
1A hazai csapatok a bal oldali oszlopban szerepelnek.
Színek: Zöld = hazai győzelem; Sárga = döntetlen; Piros = vendéggyőzelem.
 

### A 19–36. forduló eredményei
| Hazai \ Vendég1    | CEL | DOM | GOR | KOP | MAR | NAF | OLI | PRI | RUD | TRI |
| CM Celje           |     | 0–0 | 3–1 | 0–3 | 0–0 | 3–0 | 1–3 | 2–3 | 1–0 | 2–0 |
| NK Domžale         | 2–0 |     | 2–0 | 1–2 | 2–2 | 3–2 | 3–0 | 1–0 | 2–0 | 3–1 |
| Gorica             | 1–1 | 2–1 |     | 0–0 | 0–6 | 1–0 | 1–3 | 4–1 | 0–0 | 1–0 |
| FC Koper           | 1–0 | 3–1 | 2–2 |     | 3–0 | 4–1 | 2–1 | 2–1 | 3–3 | 0–1 |
| NK Maribor         | 2–0 | 2–0 | 1–2 | 1–1 |     | 0–1 | 2–2 | 2–0 | 2–1 | 3–1 |
| Nafta Lendava      | 0–0 | 2–3 | 1–4 | 2–1 | 1–1 |     | 1–2 | 1–2 | 1–2 | 1–1 |
| Olimpija Ljubljana | 3–1 | 0–0 | 1–0 | 4–0 | 0–0 | 2–0 |     | 5–0 | 2–2 | 1–3 |
| Primorje           | 0–1 | 0–0 | 2–3 | 1–1 | 1–2 | 1–4 | 2–2 |     | 0–6 | 1–0 |
| Rudar Velenje      | 1–0 | 3–1 | 0–1 | 0–1 | 2–4 | 4–0 | 1–3 | 0–1 |     | 0–0 |
| Triglav Kranj      | 0–0 | 2–4 | 1–0 | 0–0 | 1–2 | 4–0 | 1–4 | 2–0 | 1–4 |     |

Forrás: A 1. SNL hivatalos oldala (szlovénül) 
1A hazai csapatok a bal oldali oszlopban szerepelnek.
Színek: Zöld = hazai győzelem; Sárga = döntetlen; Piros = vendéggyőzelem.
 

## A góllövőlista élmezőnye
Forrás: PrvaLiga (szlovénül) és Soccerway (angolul).
16 gólos
- Marcos Morales Tavares (NK Maribor)

13 gólos
- Milan Osterc (FC Koper)
- Damir Pekič (NK Domžale)

10 gólos
- Vito Plut (Gorica és NK Maribor)
- Etien Velikonja (NK Maribor és Gorica)
- Vedran Vinko (Nafta Lendava)

9 gólos
- Dragan Csadikovszki (Rudar Velenje)
- Dejan Burgar (Triglav Kranj)

8 gólos
- Robert Berič (NK Maribor)
- Adnan Bešič (Olimpija Ljubljana)
- Elvis Bratanovič (Rudar Velenje)
- Davor Škerjanc (Olimpija Ljubljana)

## Nemzetközikupa-szereplés

### Eredmények
| Csapat             | Kupa            | Forduló         | Ellenfél         | 1. mérk. | 2. mérk. | Össz. |
| ------------------ | --------------- | --------------- | ---------------- | -------- | -------- | ----- |
| FC Koper           | Bajnokok Ligája | 2. selejtezőkör | Dinamo Zagreb    | 1–5      | 3–0      | 4–5   |
| NK Maribor         | Európa-liga     | 2. selejtezőkör | Videoton         | 1–1      | 2–0      | 3–1   |
| NK Maribor         | Európa-liga     | 3. selejtezőkör | Hibernian        | 3–0      | 3–2      | 6–2   |
| NK Maribor         | Európa-liga     | Rájátszás       | Palermo          | 0–3      | 3–2      | 3–5   |
| Gorica             | Európa-liga     | 2. selejtezőkör | Randers FC       | 0–3      | 1–1      | 1–4   |
| Olimpija Ljubljana | Európa-liga     | 1. selejtezőkör | NK Široki Brijeg | 0–2      | 0–3      | 0–5   |

Megjegyzés: Az eredmények minden esetben a szlovén labdarúgócsapatok szemszögéből értendőek, a dőlttel írt mérkőzéseket pályaválasztóként játszották.

### UEFA-együttható
A nemzeti labdarúgó-bajnokságok UEFA-együtthatóját a szlovén csapatok Bajnokok Ligája-, és Európa-liga-eredményeiből számítják ki. Szlovénia a 2010–11-es bajnoki évben 1,500 pontot szerzett, ezzel a 37. helyen zárt.
| Csapat             | SGY | SD | SV | GY | D | V | Bónusz | Pont  | Átlag |
| ------------------ | --- | -- | -- | -- | - | - | ------ | ----- | ----- |
| FC Koper           | 1   | 0  | 1  | 0  | 0 | 0 | 0,000  | 1,000 |       |
| NK Maribor         | 4   | 1  | 1  | 0  | 0 | 0 | 0,000  | 4,500 |       |
| Gorica             | 0   | 1  | 1  | 0  | 0 | 0 | 0,000  | 0,500 |       |
| Olimpija Ljubljana | 0   | 0  | 2  | 0  | 0 | 0 | 0,000  | 0,000 |       |
| Összesen           | 5   | 2  | 5  | 0  | 0 | 0 | 0,000  | 6,000 | 1,500 |

## Külső hivatkozások
- A Prva SNL hivatalos oldala (szlovénül)
- Eredmények és tabella az rsssf.com-on (angolul)
- Eredmények és tabella a Soccerwayen (angolul)